# Municipio de Scandia (Minnesota)
El municipio de Scandia (en inglés: Scandia Township) es un municipio ubicado en el condado de Polk en el estado estadounidense de Minnesota. En el año 2010 tenía una población de 74 habitantes y una densidad poblacional de 0,79 personas por km².

## Geografía
El municipio de Scandia se encuentra ubicado en las coordenadas 47°32′33″N 96°38′38″O / 47.54250, -96.64389. Según la Oficina del Censo de los Estados Unidos, el municipio tiene una superficie total de 93.24 km², de la cual 93,24 km² corresponden a tierra firme y (0 %) 0 km² es agua.

## Demografía
Según el censo de 2010, había 74 personas residiendo en el municipio de Scandia. La densidad de población era de 0,79 hab./km². De los 74 habitantes, el municipio de Scandia estaba compuesto por el 93,24 % blancos y el 6,76 % eran de una mezcla de razas. Del total de la población el 0 % eran hispanos o latinos de cualquier raza.